# Aversion (Album)
Aversion ist das Debütalbum des deutschen Hip-Hop-Trios Antilopen Gang. Es erschien am 7. November 2014 über das Label JKP.

## Titelliste
1. Die Neue Antilopen Gang
2. Der Goldene Presslufthammer
3. Ikearegal
4. Verliebt
5. Outlaws
6. Chamäleon I
7. Ibiza
8. Trümmermänner
9. Beate Zschäpe Hört U2
10. Anti Alles Aktion
11. Enkeltrick
12. Chamäleon II
13. Beton
14. Déjà-vu
15. Unterseeboot
16. Spring

## Rezeption

### Charts
Aversion erreichte Platz 41 der deutschen Album-Charts.

### Kritik
Die E-Zine Laut.de bewertete Aversion mit vier von möglichen fünf Punkten. Aus Sicht der Redakteurin Laura Sprenger erlebe der Hörer die Band „wütend, einsam, lustig, traurig, verliebt, radikal und zweifelnd.“ Musikalisch wage sich die Antilopen Gang „in ungewohnte Gefilde.“ So wirken einige Stücke als „hätten die Toten Hosen oder andere Punk-Opas ihre Finger im Spiel gehabt“, womit einige „Hardcore-Raphead vor den Kopf“ gestoßen werden. Inhaltlich sei die „politisch linke Gesinnung“ immer präsent. Insbesondere im Falle des Lieds Beate Zschäpe hört U2 zeigen die Mitglieder „Ausländerfeindlichkeit auf humorvolle Art und Weise den Stinkefinger.“ Dagegen zeichne das Stück Verliebt das „schöne Portrait einer Generation, die gleichzeitig hochhaushohe Ansprüche an ihre potenziellen Lebenspartner stellt und dabei selbst Schiss hat, für eine Beziehung die Maske der coolen Abgebrühtheit fallen zu lassen.“ Mit Spring werde zudem die wichtige Rolle des verstorbenen NMZS deutlich.
Dagegen wurden insbesondere die politischen Implikationen des Albums kontrovers aufgenommen: Während es sich gemäß Samuel Salzborn um „vielleicht so etwas wie die musikalische Formulierung von Kritischer Theorie für das Jahr 2015“ handele, urteilte Maciej Zurowski in der Zeitschrift Melodie und Rhythmus, dass die Antilopen Gang „ihre Ideologiekonformität als punkige Rebellion und den Sozialdarwinismus des Marktes als Antifaschismus verkaufen wollen“. An diesem Kommentar kritisierte die Antilopen Gang wiederum via Facebook, dass „ein paar unserer Zitate abenteuerlich zusammengewürfelt und kommentiert werden, ohne den Kontext und den entscheidenden Punkt unserer Aussagen überhaupt nur zu erwähnen“.

### Bestenliste
In der Liste der besten „Hip Hop-Alben des Jahres“ 2014 von Laut.de wurde Aversion auf Rang 5 platziert. Aus Sicht der Redaktion treffen die Mitglieder der Band mit „ihrer Mischung aus Punk-Attitüde, Doppeldeutigkeit, Wortwitz und politischen Aussagen […] den Nerv der Zeit.“ Ihre Aversion richte sich „nicht nur gegen Engstirnige und Kleingeister, sondern gegen alles, und vor allem sich selbst.“